# Arne Beurling
Pour les articles homonymes, voir Beurling.
Arne Beurling (3 février 1905 - 20 novembre 1986) est un mathématicien suédois qui est professeur à l'université d'Uppsala de 1937 à 1954, puis à l'Institute for Advanced Study à Princeton aux États-Unis.

## Biographie
Arne Beurling a principalement travaillé sur l'analyse harmonique, sur l'analyse complexe et sur la théorie du potentiel. La « factorisation de Beurling » a aidé les mathématiciens pour comprendre la décomposition de Wold, et a inspiré des travaux ultérieurs sur les sous-espaces stables des opérateurs linéaires et les algèbres d'opérateurs, comme le théorème de factorisation de Håkan Hedenmalm pour les espaces de Bergman.
À l'été 1940, il a, à lui seul, décrypté et fait une rétroingénierie d'une première version de la machine Siemens et Halske T52 également connue sous le nom Geheimfernschreiber (téléscripteur secret) utilisé par l'Allemagne nazie durant la Seconde Guerre mondiale pour l'envoi de messages chiffrés. Le T52 était une machine de chiffrement Fish, qui utilisait la transposition, créant près d'un trillion (893 622 318 929 520 960) de combinaisons différentes. Il a fallu deux semaines à Beurling pour résoudre le problème en utilisant un stylo et du papier. Un dispositif, créé à partir du travail de Beurling, a permis à la Suède de déchiffrer le trafic du téléscripteur allemand passant par la Suède depuis la Norvège par un câble. De cette façon, les autorités suédoises connaissaient l’opération Barbarossa avant qu'elle soit lancée. Étant donné que les Suédois ne voulaient pas révéler comment cette information avait été obtenue, l'avertissement suédois n'a pas été considéré comme crédible par les Soviétiques. Le déchiffrage des messages allemands est transmis aux britanniques via des résistants polonais.
Ce déchiffrage est l’acte fondateur de l'Institut national de défense radio de la Suède. Le chiffre de la Geheimfernschreiber est généralement considéré comme plus complexe que le chiffre utilisé dans les machines Enigma.
Beurling a été élu membre de l'Académie américaine des arts et des sciences en 1970. Il a été le directeur de thèse de Lennart Carleson et Carl-Gustav Esseen.
Le grand-père de Beurling était Per Henric Beurling (1758 (ou 1763) - 1806), qui a fondé une usine horlogère de haute qualité à Stockholm en 1783.